# Парк культуры (Польша)
Парк культуры (пол. Park kulturowy) — охранный статус в Польше для защиты и сохранения культурного ландшафта, на территории которого находятся различные недвижимые памятники культурного наследия, имеющие характерные для этой местности архитектурные и иные черты. Согласно польскому законодательству об охране памятников Парк культуры является одной из четырёх различных форм охранных статусов в Польше наряду с Памятником истории, Реестром памятников и памятником, установленным согласно генеральному плану определённого населённого пункта.
Охранный статус может быть присвоен по ходатайству местного самоуправления после консультации с Воеводским хранителем памятников. Охранный статус парка, находящегося в границах различных местных административно-территориальных единиц, утверждается после соответствующего согласования этих местных самоуправлений.
При утверждении охранного статуса указываются следующие характеристики:
- Наименование парка;
- Способ охраны;
- Запреты и ограничения, связанные с проведением различных хозяйственных работ;

Исполнительная власть местного управления несёт ответственность за создание плана охраны, который должен быть утверждён местным советом.
Парк культуры может быть внесён в список культурного наследия ЮНЕСКО, польский список реестра охраняемых памятников или приобрести статус памятников истории.
Реестр парков культуры постоянно ведётся и публикуется Институтом национального наследия. На 31 октября 2013 года в Польше существует 26 парков культуры.

## Парки культуры
| Изображение | Русское название                                 | Польское название                         | Местоположение       |
| ----------- | ------------------------------------------------ | ----------------------------------------- | -------------------- |
|             | Парк культуры «Еврейское кладбище в городе Жоры» | Park Kulturowy Cmentarz Żydowski w Żorach | Жоры, ул. Цментарная |